# GO Андромеды
GO Андромеды (лат. GO Andromedae), HD 4778 — одиночная переменная звезда в созвездии Андромеды на расстоянии приблизительно 350 световых лет (около 107 парсеков) от Солнца. Видимая звёздная величина звезды — от +6,16m до +6,12m. Возраст звезды оценивается как около 77 млн лет.

## Характеристики
GO Андромеды — белая вращающаяся переменная звезда типа Альфы² Гончих Псов (ACV) спектрального класса A0pSrCrEu, или A3VpSiSrCrEuKsn, или A0. Масса — около 2,24 солнечных, радиус — около 2,2 солнечных, светимость — около 32 солнечных. Эффективная температура — около 9375 K.